# Giulio Magni
Giulio Magni (n. 1 noiembrie 1859, Velletri – d. 16 februarie 1930, Roma) a fost un arhitect și critic de artă italian care a activat atât în Italia cât și în România.

## Biografie
S-a născut în 1859 în familia istoricului de artă Basilio Magni (1831-1925).
În 1881, la numai 22 ani, Giulio Magni a câștigat premiul II la Concursul Poletti, în cadrul Academiei San Luca din Roma.
La 31 ani, împreună cu alți arhitecți italieni, a participat la fondarea grupării „Associatione Artistica fra i Cultori dell’Architettura in Roma”.
În 1893, Giulio Magni a fost invitat la București, unde, începând din 1894, a lucrat la proiecte pentru Primăria Capitalei și Ministerul Lucrărilor Publice, până în anul 1906.
După întoarcerea sa din România, între 1906 și 1907 a fost președinte al „Associatione Artistica fra i Cultori dell’Architettura in Roma”, la a cărei înființare a participat.

## Lucrări
Lucrările arhitectului sunt în general clasicizante, vădit eclectice. Câteva lucrări ale lui Giulio Magni se înscriu însă în arhitectura Neoromânească, probabil ca urmare a colaborării cu arhitectul Ion Mincu.
În cei zece ani în care a locuit și lucrat la București, Giulio Magni a realizat aproape treizeci de edificii dintre cele mai variate, precum Hala Traian, Palatul Arhiepiscopiei Catolice, o biserică la Constanța, gări, diferite vile comandate de personalități importante ale vieții politice și sociale române (Lahovary, Andronescu, Popovici etc.) și mai multe școli la Iași și București.
- 1896 Hala Traian din București
- 1898 Casa Elie Radu
- 1898 Gara din Comănești
- 1898 Gara din Curtea de Argeș
- 1899 Vechea gară de cale ferată Brusturoasa, numită halta Elie Radu, din păcate dinamitată în al Doilea Război Mondial.[4]
- 1900-1902 Palatul Nunțiaturii Apostolice a Sfântului Scaun din București
- 1906 Școala comunală Mavrogheni din București, în prezent Școala Nr.11, Heliade Rădulescu[5]